# جزيرة دمسك
جزيرة دمسك هي إحدى الجزر الواقعة في أرخبيل فرسان في البحر الأحمر. تقع جنوب جزيرة فرسان مركز الأرخبيل، حيث تبعد عن منطقة جازان بحوالي 75 كم غرباً. تبلغ مساحتها حوالي 12,5 كيلو متر مربع، وتتميز الجزيرة بطبيعتها الصخرية وشواطئها الجذابة ومياهها الصافية، كما يوجد في مدخلها «خور» صخري جميل. ويوجد بالجزيرة أكواخ أقامها صيادون لغرض الإقامة بها أثناء رحلات الصيد. وتحتوي الجزيرة أيضاً على عدد من الطيور مثل «النورس» و«القماري» وتحتضن نباتات وأسماكاً نادرة.